# Lieferung mit Hindernissen
Lieferung mit Hindernissen ist eine US-amerikanische Komödie mit Donald Faison aus dem Jahr 2009.

## Handlung
Der nur unzureichend motivierte Paketbote Leo wurde schon oft von seiner Mutter ermahnt, die das Paketdienstunternehmen Next Day Air (NDA) leitet. Bei einer Lieferung passiert ihm erneut ein Missgeschick, dessen Tragweite er anfangs nicht bemerkt: Ein Paket, das eine große Menge Kokain des Drogenbarons Bodega enthielt, lieferte er nicht an den Kriminellen Jesus, sondern an die trotteligen Zimmernachbarn Guch and Brody, die ihren Lebensunterhalt mit Raubüberfällen bestreiten. Verwundert über die Lieferung beschließt das Gespann, die Drogen an Brodys Cousin Shavoo zu verkaufen.
Indes versucht Jesus mit seiner Partnerin Chita herauszufinden, warum sie die erwartete Lieferung nicht erreichte und müssen sich für den Verlust des Paketes gegenüber Bodega verantworten. Bodega glaubt, hinters Licht geführt zu werden und reist zu Jesus, um ihn zur Rede zu stellen.
Der Verkauf der Drogen an Shavoo verzögert sich, da Shavoo und seine rechte Hand Buddy erfahren, dass ihr Gelddepot, eine verlassene Garage, ausgeraubt wurde. Währenddessen überrascht Bodega Jesus vor dessen Tür. Bodega, Bodegas Gehilfe, Jesus und Chita suchen daraufhin Leo auf, da sie diesen verdächtigen, die Drogenlieferung unterschlagen zu haben. Dieser erinnert sich, das Paket versehentlich an die falsche Zimmernummer geliefert zu haben.
Nachdem Shavoo die Diebe seines Geldes festgesetzt hat, erlangt er sein Geld und begibt sich zu Brodys Wohnung, um den Verkauf der Drogen abzuschließen. Bei der Übergabe geraten alle Parteien schließlich aneinander und verdächtigen sich gegenseitig. In einer anschließenden Schießerei sterben nahezu alle Beteiligten. Leo überlebt den Kugelhagel unversehrt und nimmt das Geld, das Shavoo in die Wohnung brachte, an sich. Auch Jesus und Chita überleben und behalten das Kokain.

## Kritik
Der Film enthielt negative Kritiken. Der Metascore-Dienst Rotten Tomatoes ermittelte nur 21 Prozent positive Kritiken des Fachpublikums.
The New York Times schreiben unter der Überschrift „Blaxploitation kehrt zurück“, der Film sei „eine blutige und profane, jedoch nie vulgäre oder inhumane Beschreibung von Verrufenen, der diese respektiere.“